# 大内氏
大内氏（おおうちし、おほちし、おおうちうじ）は、日本の氏族・名字の一つ。

## 周防大内氏
本姓は多々良氏。姓（カバネ）ははじめ宿禰のちに朝臣を名乗った。百済の聖王（聖明王）の第3王子の後裔と称する。周防国府の介を世襲した在庁官人から守護大名へと成長し、周防・長門、石見、豊前、筑前各国の守護職に補任されたほか、最盛期の大内義隆の代には山陽・山陰と北九州の6か国を実効支配した。家紋は「大内菱」。

## 歴史

### 出自
推古朝の時代に百済の聖明王の第3子琳聖太子が日本に移住し聖徳太子より多々良姓を賜ったのに始まると称する。古くから地方豪族として周防国大内に住し大内氏と称したという。一方、『新撰姓氏録』に加羅（金官加羅）系の渡来人として「多々良公（氏）」が掲載されており、この一族との関連性も考えられる。

### 平安・鎌倉時代
大内氏所縁の氏神・妙見菩薩を祀る神社、妙見宮鷲頭寺の書に大内姓の由来と琳聖太子に関する記載がある。琳聖太子七世の孫、多々良正恒の父は阿津太子で、母は長門国の国司の娘だった。宇多天皇は信仰心の厚い御君で、日本の政治を仏教精神で安定させようとされた。先ずは藤原氏を抑えるため、秀才の菅原道真を登用し、文化人として最高の官位・右大臣に任じた。この様な時、多々良正恒は宇多天皇より大内姓を賜う。｢大内の姓は大内(だいだい)(大内裏(だいだいり))と言い、大変名誉な姓と言わねばならない。宇多天皇の御陵が仁和寺の後にあって大内山と呼ばれており、大内の姓を頂くという事は深い意味が隠されている。宇多法皇も承平元年(931年)六十五歳で大内山に静かに眠られた。大内正恒は周防に帰り、鷲頭山に上宮・中宮を再建し、成就の日に自ら参籠して修行した。そのとき山中の水が乏しかったのを嘆じ、東溪に向かって『あめつちの水はつきしと思ひきや溪(たに)の草木のうら枯れんとは』の和歌を一首詠じた。琳聖太子御自参の黄金製の観音像を中宮に納め、大内家の守本尊とし、北辰妙見尊星王や琳聖太子像と共に中宮にお祀りした。その後、正恒は山口の大内村で多々良家最後の人と成り、はたまた大内家初代として、山口の地で静かに息を引きとる。
平安時代後期の仁平2年（1152年）に発給された在庁下文に、多々良氏3名が署名している。これが多々良氏の初見であり、この頃すでに在庁官人として大きな勢力を持ち始めたと推定される。
平安時代末期の当主多々良盛房は周防で最有力の実力者となり、「周防介」に任じられた。その後盛房は大内介と名乗り、以降歴代の当主もこれを世襲した。次の大内弘盛から「周防権介」（寿永年間（1182年～83年）頃から）を称するようになった。
鎌倉時代になると、大内一族は周防の国衙在庁を完全に支配下に置き、実質的な周防の支配者となった。そして鎌倉幕府御家人として、六波羅探題評定衆に任命されている。

### 南北朝時代
建武の親政において大内氏は周防守護職に任じられ、親政後は北朝側につき足利尊氏を支援。尊氏の九州下向の際に引き続き周防守護職に任ぜられる。南北朝時代に入ると家督争いが起こり、当主・大内弘幸と叔父の鷲頭長弘が抗争した。
このため大内弘幸は一時的に南朝に帰順。正平5年/観応元年（1350年）、弘幸は子の大内弘世とともに長弘討伐に乗り出し、鷲頭氏の後を継いだ鷲頭弘直を従属させ、南朝から周防守護職に任じられた。また長門国守護の厚東氏と戦い、正平13年/延文3年（1358年）にその拠点霜降城を攻略して厚東氏を九州に逐ったことで、大内氏の勢力は周防国と長門国の2カ国に拡大した。防長二国が南朝方の大内氏によって統一されたことは、北朝方にとっても影響が大きかったので、足利尊氏は弘世を防長二国の守護職に任ずることを条件に、北朝側に引き入れることに成功。弘世は上洛して、将軍足利義詮に謁した。弘世は本拠地を山口（山口県）に移し、正平18年/貞治2年（1363年）に北朝の室町幕府に再び帰服した。
弘世の跡を継いだ嫡男の大内義弘は九州探題今川貞世（了俊）の九州制圧に従軍し、南朝との南北朝合一でも仲介を務め、元中8年/明徳2年（1391年）には山名氏の反乱である明徳の乱でも活躍した。結果、和泉・紀伊・周防・長門・豊前・石見の6カ国を領する守護大名となり、李氏朝鮮とも独自の貿易を行うなどして大内氏の最盛期を築き上げた。しかし義弘の勢力を危険視した室町幕府3代将軍足利義満と対立し、鎌倉公方の足利満兼と共謀して応永6年（1399年）に堺で挙兵するも敗死した（応永の乱）。
義弘の死後、領国の大半は義満に取り上げられ、周防・長門2ヶ国の守護職は義弘の弟である大内弘茂に安堵され、大内家の勢力は一時的に衰退した。しかし、乱の際に領国の留守をしていた義弘のもう1人の弟・大内盛見がこの決定に反抗、再び家督を巡って抗争が起こり、弘茂は盛見に殺され、幕府の命令を受けた周辺の国人衆も盛見の前に降伏したため、幕府は盛見の家督を追認せざるを得なかった。

### 室町時代
当主になった盛見は義弘時代の栄華を取り戻すため、北九州方面に進出した。了俊の後任となった九州探題渋川氏に代わって北九州を担当、幕府の信任を得て豊前国守護にも任命されたが、少弐満貞・大友持直との戦いに敗れ、永享3年（1431年）に敗死した。しかし、跡を継いだ甥の大内持世（義弘の遺児）は盛見に匹敵する人物であり、6代将軍足利義教の信任を受け筑前守護に任じられ、少弐氏・大友氏を征伐するなど、大内氏の北九州における優位を確立した。また、この頃山口氏の系統が興った。
大内持世は嘉吉元年（1441年）の嘉吉の乱に巻き込まれ非業の死を遂げるが、いとこで養子の大内教弘（盛見の子）が勢力を引き継いだ。

### 応仁の乱から戦国時代
大内政弘は、応仁元年（1467年）から始まる応仁の乱で西軍の山名宗全に属して勇名を馳せ、宗全の没後に山名氏が戦線を離脱すると、西軍における事実上の総大将になった。乱の終結後は、九州での復権を目論んで挙兵した少弐氏・大友氏を再び屈服させた。それだけに留まらず室町幕府にも影響力を及ぼす守護大名としての地位を保持し続けた。また、分国法である「大内家壁書」を制定し、守護代ら重臣の台頭を抑えようとした。
戦国時代、政弘の後を継いだ大内義興は、少弐氏を一時滅亡に追いやるなど北九州・中国地方の覇権を確立し、その勢力基盤を確固たるものとした。そして京都を追われた放浪将軍足利義稙を保護した。永正5年（1508年）に細川高国と協力し、足利義稙を擁して中国・九州勢を率いて上洛を果たした。上洛後は管領代として室町幕政を執行し、表面上は一大勢力を築き上げた。しかし長期の在京は大内氏にとっても、その傘下の国人や豪族にとっても大きな負担となり、先に帰国した安芸武田氏の武田元繁や出雲の尼子経久らが大内領を侵略し、足元を脅かす存在となった。その対応に苦慮した義興は京都を引き払い帰国して、尼子氏や安芸武田氏と戦った。
享禄元年（1528年）に義興が死去すると、嫡子の大内義隆が家督を継いだ。この時代には周防をはじめ、長門・石見・安芸・備後・豊前・筑前を領するなど、名実共に西国随一の戦国大名となり、大内家は全盛期を迎えた。さらには細川氏とも争って明との交易を独占し、義隆が学問・芸術に熱心でキリスト教布教を許し、公家や宣教師を積極的に保護したことから、大内領内には独特の山口文化（大内文化）が生まれ、文化的にも全盛期を迎えた。

### 衰退
大内義隆は陶興房や内藤興盛等の優秀な家臣に補佐されて、出雲国の尼子経久と孫の晴久、筑前の少弐資元・冬尚父子らと戦う一方、豊後の大友義鑑や安芸国の毛利元就などとは何度か戦うも、最終的に融和策を講じた。また内紛の起きていた厳島神主家の家督争いにも介入している。天文5年（1536年）には少弐氏を再び滅亡に追いやり、天文9年（1540年）から天文10年（1541年）には吉田郡山城の戦いで尼子氏を撃破したが、同年の出雲遠征に敗北し、甥で養嗣子の晴持を失っている。
この遠征の失敗により義隆は政務を放棄し、文芸や遊興にふけるようになる。さらに以前からくすぶっていた陶隆房ら武断派と相良武任を筆頭とする文治派の対立が激しくなり、大内氏の勢力にも陰りが見え始める。天文20年（1551年）に義隆は武断派の陶隆房の謀反に遭って義隆は自害する（大寧寺の変）。これにより大内氏は急速に衰退し始めた。
義隆の死後、陶隆房は義隆の甥で以前義隆の猶子であった大友氏出身の大友晴英を当主として擁立、偏諱を受けて晴賢と改名した。晴賢が実権を掌握し、大内義長と改名した晴英を傀儡として頂点に抱くという形で大内氏は存続した。この晴賢の強引な手法に不満を持つ者も少なくなく、義隆の姉婿であった吉見正頼が石見三本松で反旗を翻し、鎮圧の最中に安芸の最大勢力であった毛利元就も反旗を翻して、安芸国内の陶方の諸城を攻略した。弘治元年（1555年）、安芸国宮島で晴賢は元就の奇襲攻撃の前に自害して果てた（厳島の戦い）。
家中を牛耳っていた晴賢の死により、大内家内部はもはや統制のきかない状況となった。弘治2年（1556年）、元就は晴賢亡き後の大内領への侵攻を開始した。それにも関わらず杉氏や陶氏、内藤氏が山口周辺で内紛により衝突。親族の吉見氏も毛利氏へと従属。まともな戦闘能力を失った大内義長は内藤隆世の守る長門且山城に逃亡。弘治3年（1557年）に隆世と義長は自害した。
しかし、大原氏との間に生まれた義隆の四男である義胤は石見に落ち延びて益田氏重臣の城一氏に匿われて生き延びた。

### 豊後大内氏
永禄2年（1559年）、室町幕府将軍足利義輝は大内義長の実兄である大友義鎮（後の宗麟）に対して九州探題の職とともに大内氏の家督を認める御内書を発給している（「大友家文書」『大分縣史料（26）』424号）。ところが、永禄5年（1562年）に安芸守護（永禄3年任命）である毛利隆元を大内氏の本国である周防・長門守護に任命する御判御教書を発給し（「毛利家文書」『大日本古文書』317号）、更に翌年には両国守護は大内氏が復活するまでの一時的なものと但書を付した（「毛利家文書」『大日本古文書』318号）。この義輝の対応は大友氏・毛利氏の幕府への忠誠を繋ぎ止めると共に両者の和解（芸豊和平）を図りたい立場と名門守護大名である大内氏の滅亡を許容し難い立場が混じったものと言える。
永禄12年（1569年）、大内氏の一門である大内輝弘は大友宗麟の後ろ盾を得、加勢の兵を糾合し周防山口に侵攻した。周防においては大内氏旧臣らの帰参が相次ぎ一時は山口の占拠に成功するが、大友氏との交戦をやめ北九州より反転してきた毛利軍主力の逆襲に遭い、攻められ自害した（大内輝弘の乱）。

### 近世・近代
江戸時代牛久藩主であった山口氏は、大内氏分家であり大内義弘の次男・大内持盛の系統であるといわれる。初代藩主は、もと織田家に仕えていた山口重政で、明治維新まで譜代大名として存続した。維新後に同家は華族の子爵家に列した。

## 歴代当主

### 多々良氏
1. 多々良正恒
2. 多々良藤根
3. 多々良宗範
4. 多々良茂村
5. 多々良保盛
6. 多々良弘真
7. 多々良貞長
8. 多々良貞成

### 大内氏
1. 大内盛房
2. 大内弘盛
3. 大内満盛
4. 大内弘成
5. 大内弘貞
6. 大内弘家
7. 大内重弘
8. 大内弘幸
  - 大内長弘
9. 大内弘世
  - 鷲頭弘直
10. 大内義弘
  - 大内弘茂
11. 大内盛見
12. 大内持世
  - 大内持盛
13. 大内教弘
14. 大内政弘
  - 大内教幸
15. 大内義興
  - 大内隆弘
16. 大内義隆
  - 大内晴持
  - 大内義尊
  - 大内義教（問田亀鶴丸）
  - 大内義胤
17. 大内義長 - （大友晴英）
  - 大内輝弘

## 大内氏家臣団（戦国期）

### 奉行三家老家
| 右田氏・陶氏 - 陶弘房 - 陶弘護 - 陶武護 - 陶興明 - 陶興房 …周防守護代。 - 陶興昌 - 陶晴賢（陶隆房） … 従五位上尾張守 - 陶長房 - 陶貞明 - 陶鶴寿丸 - 陶隆満 … 従五位下、安房守、小座敷衆。 - 陶隆秋 … 従五位下、隆満の子 - 右田弘詮（陶弘詮） - 右田隆俊 … 市郎。 - 右田隆次 - 宇野元弘 | 内藤氏 - 内藤弘矩 …長門守護代 - 内藤興盛 …長門守護代 - 内藤隆時 …興盛嫡男。 - 内藤隆世 …隆時嫡男。長門守護代、彦太郎、侍大将・先手衆。 - 内藤隆春 | 杉氏 - 杉重隆 … 大内政弘家臣。兵庫助、三河守。長禄3年（1459年）、大内亀童丸が氷上山妙見上宮に参拝した時の随員、御剣役。 - 杉弘隆 … 杉重隆の子。長松丸？、彦七。兵庫助。文書上の初見は長禄3年（1459年）、『興隆寺文書』81号。文明18年（1486年）、大内亀童丸が氷上山妙見上宮に参拝した時の随員。明応年間に奉行人として活動した（『長岡家文書』2号）。 - 杉興重 … 杉弘隆の子。大内義興家臣。長松？、兵庫助、三河守、従五位下民部大輔。社奉行。大内義興が上洛中の山城国愛宕郡代。 - 杉興長 …弾正忠、豊後守、筑前守護代 - 杉興運 …弾正忠、豊後守、従五位下太宰少弐、筑前守護代 - 杉重矩 …従五位下、伯耆守豊前守護代 - 杉重輔 …伯耆守 - 杉隆泰 …木工助、従五位下治部大丞 - 杉隆相 - 杉正重 … 彦七、従五位下、侍大将・先手衆。 |  |

### 守護代家
| - 神代氏 - 神代貞綱 … 筑前/山城守護代 - 神代通宗 - 神代忠兼 … 左衛門尉、侍大将・先手衆/小座敷衆。 - 神代長清 … 善内。 - 問田氏 - 問田弘胤 - 問田興之 - 問田隆盛 … 備中守、石見守護代/小座敷衆。 | - 弘中氏 - 弘中武長 … 大内義興上洛中の山城守護代。 - 弘中興勝（弘中興兼） - 弘中隆兼 … 安芸守護代 - 弘中隆助 - 弘中方明 | - 仁保氏 - 仁保護郷 … 豊前守護代。 - 仁保興棟 - 仁保興貞 - 仁保興奉 - 仁保隆在 - 仁保隆慰 … 右衛門大夫。 - 仁保広慰 … 平太郎。 - 仁保胤秀 - 仁保道賀 |  |

### 大内氏庶流
| - 冷泉氏 - 大内興豊 - 冷泉隆豊 … 正五位下 - 野田氏 - 野田興方 - 野田隆方 … 従五位下、主計頭/主計允、侍大将・先手衆。 - 野田隆徳 - 黒川氏 - 黒川隆尚 … 従五位下刑部少輔、 | - 高石氏 - 高石元勝 … 宮寿丸、孫次郎。 - 江木氏 - 宇野氏 - 宇野興之 … 弾正忠。 | - 柿並氏 - 柿並弘慶 - 柿並隆幸 - 柿並隆正 - 末武氏 - 鷲頭氏 - 鷲頭弘季 - 鷲頭護豊 |

### 周防長門
| - 青景氏 - 青景隆著 - 青景隆在 - 阿川氏 - 阿川隆康 … 太郎、侍大将・先手衆/小座敷衆。 - 伊佐氏 - 伊佐元綱 … 越中守。小座敷衆。 - 岩正氏 - 岩正興致 - 江良氏 - 江良房栄 - 岡部氏 - 岡部隆景 | - 椙杜氏 - 椙杜隆康 - 竹中氏 … 長門二宮忌宮神社大宮司家 - 竹中弘国 - 竹中興国 - 竹中隆光 - 竹中清国 - 竹中伴国 - 竹中直国 - 竹中隆国 - 伴田氏 … 神職の出自 - 伴田弘興 … 大炊助。文明18年（1486年）、大内亀童丸が氷上山妙見上宮に参拝した時の随員。奉行人。文明19年（1487年）、政所をつとめる。 - 伴田岩才 … 伴田弘興の子。 - 伴田大炊助 … 享禄3年（1530年）、防府天満宮に寄進した記録が残る。岩才と関係があるかと考えられる。 - 伴田武清 … 左兵衛尉。大内義興の奉行人。 - 三井氏 - 三井長定 | - 安富氏 - 安富興勢 … 美作守。 - 安富興宗 … 近江守。 - 山田氏 … 長門一宮住吉神社大宮司家 - 山田隆貞 - 山田盛実 - 山田盛遠 - 楊井氏 - 楊井国久 … 飛騨守、小座敷衆。 - 楊井武盛 … 弥七、小座敷衆。 - 吉田氏 - 吉田興種 … 若狭守、侍大将・先手衆。 - 小野氏 - 小野清資 - 小野矩資 |  |

### 石見
| - 吉見氏 - 吉見信頼 - 吉見頼興 - 吉見正頼 - 吉見広頼 | - 益田氏 - 益田兼堯 - 益田藤兼 … 右衛門佐、国衆。 - 福屋氏 - 福屋隆兼 - 福屋隆任 - 出羽氏 - 出羽祐盛 - 出羽元祐 | - 周布氏 - 周布武兼 - 周布元兼 - 内田氏 - 内田頼治 - 都野氏 - 都野隆安 |  |

### 出雲
- 宍道氏
  - 宍道隆慶

### 安芸
| - 天野氏 - 天野興定 - 天野隆綱 - 天野隆重 - 天野隆良 - 天野親重 | - 小幡氏 - 小幡義実 - 尾和氏 - 尾和宗親 | - 羽仁氏 - 羽仁有繁 - 羽仁藤直 |

### 豊前
- 飯田氏
  - 飯田秀家 … 大炊允、石見守[28]。法名は昌秀[28]。大内教弘の重臣で博多代官と考えられる[28]。
  - 飯田弘秀 … 大炊助[28]。大内政弘・義興家臣[28]。文明18年（1486年）、大内亀童丸[注釈 9]が氷上山妙見上宮に参拝した時の随員[注釈 10]。博多代官[29][28]。文明10年（1478年）、肥前国神崎郡代か[28]。
  - 飯田興秀 … 従五位下、石見守、小座敷衆。博多代官[28]。
  - 飯田長秀
  - 飯田秀範
  - 飯田貞家 … 大炊助、安芸守[28]。奉行人（『掟書』77[28]）。殿中奉行（『正任記』14日条[28]）。
- 大庭氏
  - 大庭賢兼 … 図書允、小奉行。
- 貫氏
  - 貫武助
  - 貫春助
  - 貫興祐
  - 貫隆助
- 門司氏

### 筑前
- 宗像氏
  - 宗像正氏（黒川隆尚）
  - 宗像氏男（黒川隆像） … 小座敷衆。
  - 宗像氏貞 … 小座敷衆。
- 麻生氏
- 秋月氏
  - 秋月文種（種方） … 中務大夫、国衆（筑前衆）。
- 千手氏
- 烏田氏
  - 烏田景通 … 筑前国怡土郡烏田城主。
  - 烏田武通 … 景通の子、杉元相の婿。九郎、内蔵助、肥後守、国衆。

### その他
| - 相良氏 - 相良正継 - 相良弘経 - 相良正任 - 相良正全 - 相良武任…右筆、従五位下 - 相良武益 - 安倍氏 - 安倍長重 - 大国氏 - 大国長俊 - 小野氏 - 小野幾柏 - 小原氏 - 小原隆言 … 安芸守。 - 川瀬氏 - 川瀬安松 - 雑賀氏 - 雑賀隆知 … 紀伊守。 - 雑賀隆利 … 隆知の子。次郎、刑部丞、侍大将・先手衆/小座敷衆。 | - 斎藤氏 - 斎藤高利 - 高橋氏 - 高橋清景 - 田原氏 - 田原頼充 - 遠田氏 - 遠田勝貞 … 孫三郎、弾正少弼、侍大将・先手衆。 - 豊田氏 - 豊田隆幸 - 沼氏 - 沼興宗 - 沼興勝 - 沼興繁 - 沼間氏 - 沼間敦定 - 町氏 - 町隆祐 - 町野氏 - 町野隆風 … 掃部介、小座敷衆。 - 町野隆親 - 町野隆治 | - 保田氏 - 保田興勢 - 山口氏 - 山口秀慶 - 山田氏 - 山田興盛 - 龍崎氏 - 龍崎道輔 - 榎本氏 - 榎本賢忠 |  |

義隆時代
- 天野隆良
- 岡屋隆秀 … 左衛門大夫、侍大将・先手衆。
- 大田隆通 … 隠岐守、軍評定衆。
- 小幡義実
- 佐波隆連
- 禰宜右延 … 小座敷衆。
- 平賀隆保

## その他の大内氏
古来大内という地名は日本各地にあり、そのため以下のさまざまな大内氏が存在する。
清和源氏義光流の大内氏

周防国の大内氏
多々良朝臣姓、本項で詳述
石見の大内氏
豊前国の大内氏
豊後国の大内氏
佐伯氏流の大内氏。佐伯系図に佐伯弥四郎惟直の子惟篤が大内次郎と名乗ったとある。
紀伊国の大内氏
紀伊国の牲川氏が、源姓大内氏または多々良姓大内氏の後裔とする。
秀郷流藤原姓結城氏流の大内氏
下野国安蘇郡大内邑が発祥。『尊卑分脈』によると結城氏第3代当主結城広綱の子、宗重が大内邑を拠点として大内弥三郎、大内新左衛門尉と名乗った。
下野芳賀の大内氏
下野国芳賀郡大内荘が発祥。専修寺の建立に関わった真岡城主の大内国行がいる。『姓氏家系大辞典』では同郡出自の芳賀氏と同じ清原氏の一族ではないかと述べている。
越智宿禰河野氏流の大内氏
伊予国和気郡大内郷が発祥。『越智系図』に河野親清の子、盛家の子、家則が大内太郎と名乗ったとあり。同系図には他に家則の子、大内家澄、大内家資、大内信資を乗せる。また『河野系図』には河野親清の子、盛家が大内氏また福角氏と名乗り、子に信家、家重、増栄、盛資とある。『予章記』には南北朝時代の人物として、大内大蔵少輔、大内式部少輔、大内九郎左衛門尉をあげている。『予陽記』では平田村にあった大内城が大内氏の居城であるとする。『河野分限帳』に大内伊賀守信泰が見られる。
摂津国の大内氏
但馬国の大内氏
丹後国の大内氏
丹後国与謝郡大内郷が発祥。
清和源氏佐竹氏族の大内氏

桓武平氏相馬氏族の大内氏
陸奥国行方郡大内邑が発祥。相馬氏一族、泉氏の庶流。
陸奥国菊池氏流の大内氏
陸奥国安達郡小浜城主の大内氏。多々良宿禰を称する。陸奥国四本松石橋家重臣、のちに伊達仙台藩家臣。大内義綱・定綱父子が知られる。『伊達世臣家譜』の説によると大内持世の子、太郎左衛門義世の子孫であるとする。また別の説として、安達郡戸沢の『菊池系図』に「11代武政、永正元年（1504年）田向城に生る。菊池大阿弥丸のち大内太郎左衛門尉、丹波守、菊池を改めて、外祖父の氏をもって大内と称す。永禄11年（1568年）正月卒す」「15代顕綱、天文4年（1535年）田向城に生る、はじめ武時、大内大阿弥丸、左京進、太郎左衛門尉、四本松主石橋家に属し、数々軍功あり、石橋松丸・四本松城を逃れ、その後三春の主田村清顕に属す」。『積達館基考』には「往古、田向の菊池が氏族分かれて、月山に住し、南方を押さえて大内次郎左衛門、大内掃部などを称せしが、田村清綱に攻落さる」とあるように菊池氏の一族であるとする説がある。他の由来として『奥相茶話記』には「大内は昔の公方の庶流のものとて、召し連れ下り給う、京家の者なり」とあり、『相生集』には「大内氏は大崎家の旧臣にて、はじめ若州小浜を守居たりしに、大崎家の勘気を受け、石橋家の臣下となり、当所小浜に城を築いて移る。今の名は若州小浜を移したるべしと大権記に見ゆ」とある。この大内氏に関係する人物として、木幡山治隆寺弁財天文明14年（1482年）10月の棟札に「大旦那源朝臣（石橋）家博、大内備前守宗政、大内備後顕祐」。戸沢村羽黒権現延徳2年（1490年）4月8日棟札に「大旦那源氏（石橋）、大内備前守宗政建立」。治隆寺永正10年（1513年）4月2日棟札に「大内左京亮乗義」また天正5年（1577年）棟札に「当旦那大内備前守、同太郎左衛門顕徳」という名前が記録されている。
陸前伊具の大内氏
陸奥国伊具郡大内邑が発祥。
胆沢の大内氏
陸奥国胆沢郡の柏山氏家臣。
出羽国の大内氏
秀郷流藤原姓田原氏流の大内氏（清和源氏足利氏流足利公方家一門の大内晴泰を祖とする説あり）
武蔵国埼玉郡（または葛飾郡）の鷲宮神社社家。
陸奥国田村郡の大内氏
儒学者の大内熊耳が知られる。
駿河国の大内氏
駿河国庵原郡大内邑が発祥。庵原氏の一族であり、『吾妻鏡』正治2年（1200年）1月23日条には「大内小次郎」が見られる。室町時代の応永年間に大内安清が西山本門寺を建立している。
尾張国の大内氏

三河国の大内氏
美作国の大内氏
藤原姓の大内氏
安芸国の大内氏
加賀国の大内氏
加賀国江沼郡の大内氏